# Linia 44 de tramvai din București
Tramvaiul 44 din București este o linie de tramvai a STB care pornește din cartierul bucureștean Giulești  și se termină la stația „Vasile Pârvan” de pe Calea Plevnei. Traseul tur al tramvaiului are 16 stații, iar cel retur 18 . Traseul a fost înființat în anul 1982, la sfârșit și capătul inițial era la Gara Basarab, însă în anul 1990 a fost extinsă până la capătul actual. Linia 44 are o parte din traseu identică cu vechiul traseu 2 înainte de modificarea datorată desființării liniilor de pe Bd Uranus.

## Traseu și stații

### Descrierea traseului
Tramvaiele liniei 44 circulă din stația „Cartier Giulești ”, situată în proximitatea intersecției cu sens giratoriu a Căii Giulești cu Drumul Săbăreni. În acest sens giratoriu a fost realizată o buclă de întoarcere care le permite tramvaielor 44 să circule după aceea în sens invers pe traseu. Tramvaiele rulează apoi în lungul Căii Giulești până la stația „Spitalul Panait Sârbu” și opresc în 10 stații de pe această arteră. Pe aproximativ toată lungimea parcursă pe Calea Giulești, tramvaiul 44 are traseu și stații comune cu tramvaiul 11.
Tramvaiele liniei 44 circulă apoi pe Șoseaua Orhideelor și Bulevardul Dinicu Golescu și opresc în stații situate în zona unor obiective importante precum Gara Basarab, Gara de Nord și Societatea Română de Radiodifuziune (SRR). Din stația „Radio România”, care deservește SRR, tramvaiele 44 circulă în lungul străzii Berzei până în stația următoare, „Vasile Pârvan”, care este terminus. Spre deosebire de capătul din Cartierul Giulești, la „Vasile Pârvan” nu există buclă de întoarcere, așa că tramvaiele pornesc în sens invers pe un traseul modificat, pe străzile Sfântul Constantin și Grigore Cobălcescu, până la stația „Radio România”, de unde reintră pe vechiul traseu. În porțiunea de întoarcere de pe străzile Sfântul Constantin și Grigore Cobălcescu au fost adăugate două stații, „Cișmigiu” și „Ostașilor”, disponibile deci doar pe direcția de mers „Vasile Pârvan” → „Cartier Giulești ”. Pe traseul buclă „Radio România”–„Vasile Pârvan”–„Cișmigiu”–„Ostașilor”–„Radio România”, tramvaiele 44 circulă pe cale de rulare și cu stații comune cu linia 24.

### Schema traseului
|   |   |  |   |   | Stație                     | Lat/Long                                          | Cod stație | Corespondențe |
| - | - |  | - | - | -------------------------- | ------------------------------------------------- | ---------- | ------------- |
|   |   |  | O |   | Cartier Giulești           | 44°28′12″N 26°01′21″E / 44.470094°N 26.02237°E    | 76         | 11            |
|   |   |  | o |   | Drumul La Rosu             | 44°28′10″N 26°01′32″E / 44.469365°N 26.02544°E    | 1314       | 11            |
|   |   |  | o |   | Institutul Pasteur         | 44°28′06″N 26°01′43″E / 44.468386°N 26.028666°E   | 77         | 11            |
|   |   |  | o |   | Copșa Mică                 | 44°28′03″N 26°01′53″E / 44.467555°N 26.031342°E   | 78         | 11            |
|   |   |  | o |   | Piața Giulești             | 44°26′53″N 26°03′53″E / 44.448105°N 26.064854°E   | 79         | 11            |
|   |   |  | o |   | Godeni                     | 44°27′54″N 26°02′19″E / 44.464905°N 26.038614°E   | 80         | 11            |
|   |   |  | o |   | Bulevardul Constructorilor | 44°27′47″N 26°02′32″E / 44.462984°N 26.042137°E   | 81         | 11            |
|   |   |  | o |   | George Vâlsan              | 44°27′38″N 26°02′49″E / 44.46047°N 26.047034°E    | 82         | 11            |
|   |   |  | o |   | Cimitirul Calvin           | 44°27′23″N 26°03′19″E / 44.456445°N 26.0554°E     | 83         | 11            |
|   |   |  | o |   | Opera Comică Pentru Copii  | 44°27′16″N 26°03′25″E / 44.454466°N 26.056956°E   | 84         | 11            |
|   |   |  | o |   | Spitalul Panait Sârbu      | 44°26′59″N 26°03′41″E / 44.449848°N 26.061336°E   | 85         | 11            |
|   |   |  | o |   | Calea Giulești             | 44°26′59″N 26°03′41″E / 44.449848°N 26.061336°E   | 4290       |               |
|   |   |  | o |   | Gara Basarab               | 44°26′58″N 26°04′03″E / 44.449324°N 26.067575°E   | 64         | CFR           |
|   |   |  | o |   | Gara de Nord               | 44°26′44″N 26°04′27″E / 44.445454°N 26.074165°E   | 87         | CFR           |
|   |   |  | o |   | Radio România              | 44°26′25″N 26°04′53″E / 44.4402°N 26.081497°E     | 4365       | 24            |
| ↑ | o |  |   | ↓ | Ostașilor                  | 44°26′19″N 26°05′03″E / 44.438565°N 26.084145°E   | 2656       | 24            |
| ↑ | o |  |   | ↓ | Cișmigiu                   | 44°26′16″N 26°05′10″E / 44.437837°N 26.086172°E   | 61         | 24            |
| ↑ |   |  | O | ↓ | Vasile Pârvan              | 44°26′11″N 26°05′02″E / 44.4365000°N 26.0838200°E | 4369       | 24            |
|   |   |  |   |   |                            |                                                   |            |               |

## Exploatarea liniei
Linia 44 este exploatată de Societatea de Transport București. Ea este parcursă de tramvaie în circa 30 de minute.

## Materialul rulant
Pe această linie au circulat, până pe 24 mai 2021, tramvaie Tatra T4. În perioada construirii Pasajului Basarab, bucla de întoarcere a fost desființată și a fost nevoie de introducerea unor tramvaie bidirecționale, cu capătul de linie la Trezoreria Giulești. Din acest motiv, pe traseu au circulat tramvaie V3B și V2B. Această linie a fost, de asemenea, ultima linie utilizată de tramvaiele V2B, retrase în 2010, după doar 26 de ani de utilizare. Inițial linia a fost deservită de către Depoul Giulești, însă după anul 1990 a primit ture de la diverse depouri printre care Victoria, Bucureștii-Noi, Alexandria și în prezent Victoria și Bucureștii noi. Cel mai recent, a fost deservită de tramvaie V3A-93 în urma unui incident în martie 2019, ce a dus la retragerea temporară (inițial permanentă) a tramvaielor Tatra.
Începând cu 25 mai 2021, linia este deservită de tramvaiele V3A-93 ale depoului Victoria, deoarece linia de tramvai de pe Bulevardul Vasile Milea este închisă pentru reabilitare, ceea ce previne accesul tramvaielor Tatra în Giulești. Cu această ocazie, pe linie circulă ocazional tramvaie V3B care sunt alocate depoului Victoria, după 11 ani de absență.

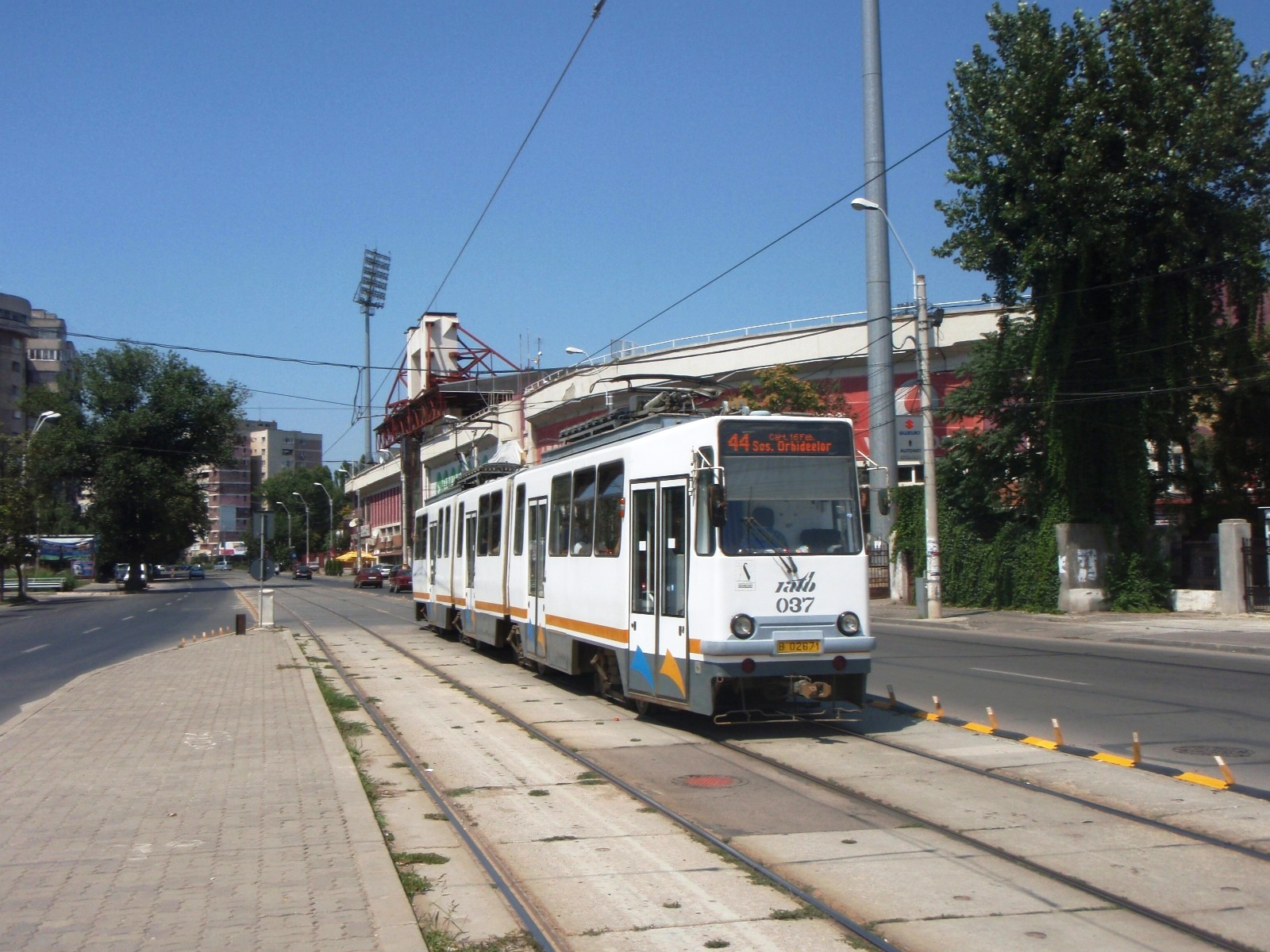
Un tramvai V3A-1993-2S în stația „Pasajul Grant” în 2010

Începând cu anul 2023, linia este deservită de către depoul Bucureștii Noi, cu tramvaie V3A, V3A 93 PPC, dar și V3A-CH-PPC și V3A-CA-PPC, acestea din urmă deoarece Bucureștii noi nu mai are așa multe ture în linia 41 cu aceste tramvaie, și ocazional sunt trimise pe linia 44, astfel facilitând accesul persoanelor cu dizabilități.
În urma unor modificări în deservirea turelor pe traseu, începând cu anul 2025, vagoanele de tip Tatra T4R revin pe linia 44 (în pondere mare), însoțite de vagoane V3A-CH-PPC (însă în număr redus).

## Lucrări
Traseul tramvaiului 44 a fost suspendat parțial sau modificat în câteva rânduri din cauza unor reparații, modernizări sau investiții în infrastructura rutieră. Astfel, în aprilie 2005, linia a fost suspendată pentru efectuarea unor lucrări de modernizare a căii de rulare de pe Calea Giulești, fiind înlocuită cu linia de autobuz 644. Lucrările au trenat, constructorul a fost schimbat, iar linia 44 a fost reînființată abia în septembrie 2006.
Pe 26 august 2010, linia 44 a fost din nou suspendată, pentru a permite continuarea construcției Pasajului Basarab, fiind înlocuită cu linia navetă 644. O nouă suspendare a survenit ca urmare a lucrărilor la diametrala Nord-Sud – Buzești-Berzei-Uranus. Tramvaiul 44 a fost reînființat pe 13 ianuarie 2014, după finalizarea lucrărilor din prima etapă de construcție a diametralei.
Pe 15 aprilie 2015, traseul liniei 44 a fost scurtat temporar ca urmare a reparării unei conducte de apă pe Bulevardul Dinicu Golescu. În perioada lucrărilor, tramvaiele au circulat doar între stația „Cartier 16 Februarie” și Gara Basarab, restul traseului fiind parcurs de linia navetă de autobuze 644.